# A hattyú (film, 1956)
A hattyú (eredeti cím: The Swan) 1956-ban bemutatott amerikai filmvígjáték, melynek forgatókönyve Molnár Ferenc azonos című drámája alapján íródott. A történet a 20. század eleji Közép-Európában játszódik, főszereplője Grace Kelly.

## Cselekmény
Albert herceg menyasszony után kutatja végig Európát, de senki sem tetszik neki. Alexandra hercegnő és családja is ki akarja használni az alkalmat, s a lány fel akarja kelteni a herceg érdeklődését, az azonban már annyira beleunt a feleségkeresésbe, hogy nem akar kötélnek állni. Alexandra ezért testvérei tanítójával, Ági Miklóssal akarja féltékennyé tenni a trónörököst.

## Szereplők
| Színész             | Szerep                  | Magyar hang     | Magyar hang       |
| Színész             | Szerep                  | 1. változat     | 2. változat       |
| ------------------- | ----------------------- | --------------- | ----------------- |
| Grace Kelly         | Alexandra hercegnő      | Rudolf Teréz    | Major Melinda     |
| Alec Guinness       | Albert herceg           | Fülöp Zsigmond  | Csankó Zoltán     |
| Louis Jourdan       | Dr. Ági Miklós          | Szakácsi Sándor | Zámbori Soma      |
| Agnes Moorehead     | Mária Dominika királynő |                 | Földi Teri        |
| Jessie Royce Landis | Beatrix hercegnő        |                 | Dallos Szilvia    |
| Brian Aherne        | Károly Jácint atya      |                 | Haás Vander Péter |
| Leo G. Carroll      | Caesar                  |                 |                   |
| Estelle Winwood     | Symphorosa              |                 | Mednyánszky Ági   |
| Van Dyke Parks      | György                  |                 |                   |
| Christopher Cook    | Arsene                  |                 | Penke Bence       |
| Robert Coote        | Wunderlich kapitány     |                 | Konrád Antal      |
| Doris Lloyd         | Sibenstoyn grófnő       |                 |                   |
| Edith Barrett       | Elsa, Beatrix komornája |                 |                   |